# Keitai
Keitai (jap. 継体天皇, Keitai-tennō; * 485?; † 9. April 527) war der 26. Tennō von Japan (507–531). Die Daten seines Geburts- und Todestages sowie seines Eigennamens sind unklar. Nach dem Kojiki wurde er 485 als Wohodo no Mikoto (袁本杼命) geboren und starb am 9. April 527. Nach dem Nihonshoki wurde er 450 geboren und starb entweder am 7. Februar 531 oder 534. Dort war sein Eigenname Wohodo no Ōkimi (男大迹王) und Hikofuto no Mikoto (彦太尊).
In diesen Büchern heißt es, dass er der sechste Enkel von Kaiser Ōjin war. Er war ein Sohn Prinz Hikōshis und in der Provinz Ōmi (heute Präfektur Shiga) geboren. Sein Vater starb, als er klein war, und seine Mutter zog mit ihm nach Takamuku in die Provinz Echizen um (heute Präfektur Fukui), wo er aufwuchs.
Nachdem Kaiser Buretsu ohne Sohn gestorben war, suchten die Hofmänner einen kaiserlichen Nachfolger. Einer von ihnen, Ōtomo no Kanamura, kam nach Echizen und empfahl Keitai als den nächsten Kaiser, aber es gab manche Hindernisse auf dem Wege zum Thron. Schließlich heiratete er Prinzessin Tashiraka, eine Schwester des Kaisers Buretsu und kam in die Provinz Yamato, um seine Herrschaft sicherzustellen.
In seiner Regierungszeit fand der Iwai-Aufstand in Tsukushi (Kyūshū) statt.
Er war der Vater dreier Kaiser: Ankan, Senka und Kimmei.